# Голодаиха (деревня)
Голодаиха — деревня в Макарьевском районе Костромской области. Входит в состав Николо-Макаровского сельского поселения.

## География
Находится в юго-восточной части Костромской области на расстоянии приблизительно 33 км на юг-юго-запад по прямой от районного центра города Макарьев на правобережье Унжи.

## История
Известна с 1858 года, когда здесь было учтено 6 дворов, в 1872 году было 12 дворов, в 1907 году отмечено было 18 дворов. В советское время работали колхозы «Большевик» и им.Кирова.

## Население
Постоянное население составляло 55 человек (1858), 71 (1872 год), 87 (1897), 93 (1907), 4 в 2002 году (русские 75 %), 0 в 2022.